# Noc (obraz)
Noc (niem. Die Nacht) – obraz olejny namalowany przez niemieckiego malarza, rysownika, rzeźbiarza, grafika i pisarza Maxa Beckmanna w latach 1918–1919, znajdujący się w zbiorach Kunstsammlung Nordrhein-Westfalen w Düsseldorfie.

## Opis
Obraz przedstawia surrealistycznie wyglądającą scenę morderstwa: trzech złoczyńców napada na rodzinę zgromadzoną na wieczerzy przy zastawionym stole w mieszkaniu na poddaszu i dopuszczają się brutalnej seksualnej przemocy. Jeden z nich, w krawacie i bandażu na głowie, wspiął się boso na stół i w pozycji kucznej pali fajkę, wykręcając lewą rękę właścicielowi domu, który wisi na skręconej linie, trzymanej i ciągniętej w dół przez drugiego z bandytów. Torturowany mężczyzna napina się i wykrzywia w agonii, a jego prawa, opalona stopa jest wyciągnięta w stronę widza. Żona właściciela, ukazana na pierwszym planie w czerwonych pończochach, najwyraźniej została zgwałcona. Z rozłożonymi gołymi nogami, rozpiętym gorsetem i odsłoniętymi pośladkami, wisi ze związanymi rękami na oknie. Przy stole na dalszym planie, jako raczej bierna uczestniczka wydarzenia, siedzi staroświecko ubrana dama z upiętymi rudobrązowymi włosami, która w szoku odwraca wzrok. Pies, widoczny po lewej stronie, wpełzł ze strachu pod stół i skomle lub szczeka. Młody blondyn po prawej stronie niemal się uśmiecha i macha ręką. Przylgnął do płaszcza bosego przestępcy w czapce gazeciarza, który przypomina przywódcę bolszewików Włodzimierza Lenina. Chłopiec zostaje przez niego porwany. Na podłodze stoi gramofon, który wydaje dźwięk z krwistoczerwonej we wnętrzu tuby. Na podłodze znajdują się też dwie świece, jedna leżąca zgasła, druga stojąca, która grozi przewróceniem, nadal się pali. Przez uszkodzone okno widoczne jest nocne niebo, na którym pojawia się półksiężyc.
Scenę tę zinterpretowano jako artystyczne nałożenie rodzinnej tragedii artysty na kryzys polityczny w Niemczech. Beckmann przedstawił się więc jako udręczony pan domu. Żonę wzorował na swojej małżonce Minnie, a chłopcu nadał rysy twarzy swojego syna Petera. Gramofon interpretowany jest jako symbol nieudanego pożycia małżeńskiego; ciągłe odtwarzanie tych samych płyt ma związek z rozpadem małżeństwa Beckmanna. Świece są symbolami śmierci i życia. Można je interpretować jako znaki dzielące obraz na lewą stronę, poświęconą umieraniu i przeszłości, oraz prawą połowę, poświęconą życiu i przyszłości. Bandyci przedstawiają z jednej strony reakcyjną burżuazję – przypisaną do lewej połowy obrazu, a z drugiej strony rewolucyjny proletariat – przypisany do prawej połowy obrazu. Przestępca noszący krawat przypomina inwalidę wojennego, który powrócił do cywilnego życia, natomiast ten przypominający Lenina prawdopodobnie symbolizuje spartakusowca. Oprawcy w sposób symboliczny przedstawiają walkę sił społeczno-politycznych o władzę, którzy ingerują w losy ludzi i wykonują na nich taniec śmierci. Staroświecko ubrana i odwracająca wzrok dama inspirowana jest prawdopodobnie teściową Beckmanna, która reprezentuje starą burżuazję schyłkowej epoki cesarza Wilhelma II i nie może uwierzyć w to, co się z nią dzieje. Metafizycznie rozpoczyna się noc, której symbolem jest półksiężyc.
W stylu ekspresjonizmu artysta zaaranżował tę scenę jako totalny bałagan w zatłoczonym pomieszczeniu o niewielkiej głębi. Jej ciasnota wywołuje u widza uczucie klaustrofobii i daje do zrozumienia, że dla ofiar opisywanej tragedii nie ma już ratunku. Sam Beckmann postrzegał swój obraz jako utwór zaszyfrowany, który w formie alegorii odnosi się do podstawowych kwestii życia ludzkiego. Oprócz refleksji nad historycznym kontekstem czasu powstania, jest interpretowany jako badanie tematu ludzkiej przemocy i w historii sztuki jest postrzegany jako bliski obrazowi Guernica autorstwa Pabla Picassa i w tradycji Ołtarza z Isenheim Matthiasa Grünewalda i Niklausa von Hagenaua.